# 甘南備継成
甘南備 継成（かんなび の つぐなり）は、奈良時代の貴族。姓は真人。官位は従五位下・伊賀守。

## 経歴
桓武朝の延暦4年（785年）正月に従五位下に叙爵された甘南備継人は同一人か。同年7月に右京亮に任じられるが、延暦6年（787年）伊賀守として地方官に転じた。『日本後紀』の巻の散逸もあり、以後の経歴は不明である。

## 官歴
『続日本紀』による。
- 延暦4年（785年） 正月7日：従五位下?。7月29日：右京亮
- 延暦6年（787年） 2月5日：伊賀守